# Шмидт, Кламер Эбергард Карл
Кламер Эбергард Карл Шмидт (нем. Klamer Eberhard Karl Schmidt; 29 декабря 1746, Хальберштадт — 8 января 1824) — германский поэт и юрист.

## Биография
Кламер Эбергард Карл Шмидт родился 29 декабря 1746 года в Хальберштадте. Большую часть своей жизни он прожил в родном городе, где занимался юридической практикой (получил юридическое образование, несмотря на желание родителей видеть его богословом). Состоял в поэтическом обществе Хальберштадта, свои первые стихотворения опубликовал в 1788 году.
Шмидт и Иоганн Вильгельм Людвиг Глейм были покровителями Каролины Луизы фон Кленке и в 1788 году опубликовали том её произведений, а в 1802 году, после её смерти, издали другие произведения фон Кленке «в память о поэтессе».
Кламер Эбергард Карл Шмидт умер 12 ноября 1824 года в родном городе.
Изданы после его смерти «Schmidt’s Leben und auserlesene Werke» (Штутгарт, 1826—1828). Шмидту принадлежит также издание переписки Клопштока под заглавием «Klopstock und seine Freunde» (Гальберштадт, 1820).